# Chặng đua MotoGP Qatar 2023
Chặng đua MotoGP Qatar 2023 là chặng đua thứ 19 của mùa giải đua xe MotoGP 2023. Chặng đua diễn ra từ ngày 17/11/2023 đến ngày 19/11/2023 ở trường đua Losail, Qatar.
Tay đua giành chiến thắng thể thức MotoGP là Fabio Di Giannantonio của đội đua Gresini Racing. Đây cũng là chiến thắng thể thức MotoGP đầu tiên của Di Giannantonio. Tay đua giành chiến thắng cuộc đua Sprint race là Jorge Martin của đội đua Pramac.
Sau chặng đua, Francesco Bagnaia dẫn đầu bảng xếp hạng tổng với 437 điểm.

## Kết quả phân hạng thể thức MotoGP
| Fastest session lap |

| Stt                | Số xe | Tay đua               | Xe      | Kết quả      | Kết quả  |
| Stt                | Số xe | Tay đua               | Xe      | Q1           | Q2       |
| ------------------ | ----- | --------------------- | ------- | ------------ | -------- |
| 1                  | 1     | Luca Marini           | Ducati  | Vào thẳng Q2 | 1:51.762 |
| 2                  | 49    | Fabio Di Giannantonio | Ducati  | Vào thẳng Q2 | 1:51.892 |
| 3                  | 73    | Álex Márquez          | Ducati  | 1:52.437     | 1:51.898 |
| 4                  | 1     | Francesco Bagnaia     | Ducati  | Vào thẳng Q2 | 1:52.036 |
| 5                  | 89    | Jorge Martín          | Ducati  | Vào thẳng Q2 | 1:52.058 |
| 6                  | 5     | Johann Zarco          | Ducati  | 1:52.382     | 1:52.101 |
| 7                  | 93    | Marc Márquez          | Honda   | Vào thẳng Q2 | 1:52.103 |
| 8                  | 12    | Maverick Viñales      | Aprilia | Vào thẳng Q2 | 1:52.175 |
| 9                  | 25    | Raúl Fernández        | Aprilia | Vào thẳng Q2 | 1:52.348 |
| 10                 | 41    | Aleix Espargaró       | Aprilia | Vào thẳng Q2 | 1:52.466 |
| 11                 | 33    | Brad Binder           | KTM     | Vào thẳng Q2 | 1:52.729 |
| 12                 | 37    | Augusto Fernández     | KTM     | Vào thẳng Q2 | 1:52.784 |
| 13                 | 72    | Marco Bezzecchi       | Ducati  | 1:52.504     | N/A      |
| 14                 | 20    | Fabio Quartararo      | Yamaha  | 1:52.524     | N/A      |
| 15                 | 23    | Enea Bastianini       | Ducati  | 1:52.828     | N/A      |
| 16                 | 43    | Jack Miller           | KTM     | 1:52.889     | N/A      |
| 17                 | 88    | Miguel Oliveira       | Aprilia | 1:53.099     | N/A      |
| 18                 | 21    | Franco Morbidelli     | Yamaha  | 1:53.143     | N/A      |
| 19                 | 44    | Pol Espargaró         | KTM     | 1:53.362     | N/A      |
| 20                 | 36    | Joan Mir              | Honda   | 1:53.570     | N/A      |
| 21                 | 27    | Iker Lecuona          | Honda   | 1:53.838     | N/A      |
| 22                 | 30    | Takaaki Nakagami      | Honda   | 1:54.360     | N/A      |
| Kết quả chính thức |       |                       |         |              |          |

## Kết quả Sprint race
| Stt                                                          | Số xe | Tay đua               | Đội đua                      | Xe      | Lap | Kết quả   | Xuất phát | Điểm |
| ------------------------------------------------------------ | ----- | --------------------- | ---------------------------- | ------- | --- | --------- | --------- | ---- |
| 1                                                            | 89    | Jorge Martín          | Prima Pramac Racing          | Ducati  | 11  | 20:52.634 | 5         | 12   |
| 2                                                            | 49    | Fabio Di Giannantonio | Gresini Racing MotoGP        | Ducati  | 11  | +0.391    | 2         | 9    |
| 3                                                            | 10    | Luca Marini           | Mooney VR46 Racing Team      | Ducati  | 11  | +2.875    | 1         | 7    |
| 4                                                            | 73    | Álex Márquez          | Gresini Racing MotoGP        | Ducati  | 11  | +3.370    | 3         | 6    |
| 5                                                            | 1     | Francesco Bagnaia     | Ducati Lenovo Team           | Ducati  | 11  | +3.957    | 4         | 5    |
| 6                                                            | 12    | Maverick Viñales      | Aprilia Racing               | Aprilia | 11  | +4.239    | 8         | 4    |
| 7                                                            | 33    | Brad Binder           | Red Bull KTM Factory Racing  | KTM     | 11  | +5.761    | 11        | 3    |
| 8                                                            | 20    | Fabio Quartararo      | Monster Energy Yamaha MotoGP | Yamaha  | 11  | +6.454    | 14        | 2    |
| 9                                                            | 37    | Augusto Fernández     | GasGas Factory Racing Tech3  | KTM     | 11  | +8.285    | 12        | 1    |
| 10                                                           | 5     | Johann Zarco          | Prima Pramac Racing          | Ducati  | 11  | +8.314    | 6         |      |
| 11                                                           | 93    | Marc Márquez          | Repsol Honda Team            | Honda   | 11  | +9.596    | 7         |      |
| 12                                                           | 43    | Jack Miller           | Red Bull KTM Factory Racing  | KTM     | 11  | +10.173   | 16        |      |
| 13                                                           | 72    | Marco Bezzecchi       | Mooney VR46 Racing Team      | Ducati  | 11  | +10.646   | 13        |      |
| 14                                                           | 25    | Raúl Fernández        | CryptoData RNF MotoGP Team   | Aprilia | 11  | +11.117   | 9         |      |
| 15                                                           | 21    | Franco Morbidelli     | Monster Energy Yamaha MotoGP | Yamaha  | 11  | +12.163   | 18        |      |
| 16                                                           | 44    | Pol Espargaró         | GasGas Factory Racing Tech3  | KTM     | 11  | +12.745   | 19        |      |
| 17                                                           | 27    | Iker Lecuona          | LCR Honda Castrol            | Honda   | 11  | +19.285   | 21        |      |
| 18                                                           | 30    | Takaaki Nakagami      | LCR Honda Idemitsu           | Honda   | 11  | +26.238   | 22        |      |
| 19                                                           | 36    | Joan Mir              | Repsol Honda Team            | Honda   | 11  | +28.446   | 20        |      |
| 20                                                           | 23    | Enea Bastianini       | Ducati Lenovo Team           | Ducati  | 11  | +35.553   | 15        |      |
| Ret                                                          | 41    | Aleix Espargaró       | Aprilia Racing               | Aprilia | 1   | Va chạm   | 10        |      |
| Ret                                                          | 88    | Miguel Oliveira       | CryptoData RNF MotoGP Team   | Aprilia | 0   | Va chạm   | 17        |      |
| Fastest sprint lap: Jorge Martín (Ducati) – 1:53.355 (lap 6) |       |                       |                              |         |     |           |           |      |
| Kết quả chính thức                                           |       |                       |                              |         |     |           |           |      |

## Kết quả đua chính thể thức MotoGP
| Stt                                                       | Số xe | Tay đua               | Đội đua                      | Xe      | Lap | Kết quả         | Xuất phát | Điểm |
| --------------------------------------------------------- | ----- | --------------------- | ---------------------------- | ------- | --- | --------------- | --------- | ---- |
| 1                                                         | 49    | Fabio Di Giannantonio | Gresini Racing MotoGP        | Ducati  | 22  | 41:43.654       | 2         | 25   |
| 2                                                         | 1     | Francesco Bagnaia     | Ducati Lenovo Team           | Ducati  | 22  | +2.734          | 4         | 20   |
| 3                                                         | 10    | Luca Marini           | Mooney VR46 Racing Team      | Ducati  | 22  | +4.408          | 1         | 16   |
| 4                                                         | 12    | Maverick Viñales      | Aprilia Racing               | Aprilia | 22  | +4.488          | 8         | 13   |
| 5                                                         | 33    | Brad Binder           | Red Bull KTM Factory Racing  | KTM     | 22  | +7.246          | 10        | 11   |
| 6                                                         | 73    | Álex Márquez          | Gresini Racing MotoGP        | Ducati  | 22  | +7.620          | 3         | 10   |
| 7                                                         | 20    | Fabio Quartararo      | Monster Energy Yamaha MotoGP | Yamaha  | 22  | +7.828          | 13        | 9    |
| 8                                                         | 23    | Enea Bastianini       | Ducati Lenovo Team           | Ducati  | 22  | +8.239          | 14        | 8    |
| 9                                                         | 43    | Jack Miller           | Red Bull KTM Factory Racing  | KTM     | 22  | +11.509         | 15        | 7    |
| 10                                                        | 89    | Jorge Martín          | Prima Pramac Racing          | Ducati  | 22  | +14.819         | 5         | 6    |
| 11                                                        | 93    | Marc Márquez          | Repsol Honda Team            | Honda   | 22  | +14.964         | 7         | 5    |
| 12                                                        | 5     | Johann Zarco          | Prima Pramac Racing          | Ducati  | 22  | +17.431         | 6         | 4    |
| 13                                                        | 72    | Marco Bezzecchi       | Mooney VR46 Racing Team      | Ducati  | 22  | +17.807         | 12        | 3    |
| 14                                                        | 36    | Joan Mir              | Repsol Honda Team            | Honda   | 22  | +18.673         | 19        | 2    |
| 15                                                        | 37    | Augusto Fernández     | GasGas Factory Racing Tech3  | KTM     | 22  | +21.455         | 11        | 1    |
| 16                                                        | 21    | Franco Morbidelli     | Monster Energy Yamaha MotoGP | Yamaha  | 22  | +21.474         | 17        |      |
| 17                                                        | 25    | Raúl Fernández        | CryptoData RNF MotoGP Team   | Aprilia | 22  | +22.142         | 9         |      |
| 18                                                        | 44    | Pol Espargaró         | GasGas Factory Racing Tech3  | KTM     | 22  | +27.194         | 18        |      |
| 19                                                        | 30    | Takaaki Nakagami      | LCR Honda Idemitsu           | Honda   | 22  | +27.740         | 20        |      |
| Ret                                                       | 41    | Aleix Espargaró       | Aprilia Racing               | Aprilia | 6   | Bỏ cuộc         | 16        |      |
| Ret                                                       | 27    | Iker Lecuona          | LCR Honda Castrol            | Honda   | 0   | Lỗi kỹ thuật    | 21        |      |
| DNS                                                       | 88    | Miguel Oliveira       | CryptoData RNF MotoGP Team   | Aprilia |     | Không đua chính |           |      |
| Fastest lap: Enea Bastianini (Ducati) – 1:52.978 (lap 22) |       |                       |                              |         |     |                 |           |      |
| Kết quả chính thức                                        |       |                       |                              |         |     |                 |           |      |

- Miguel Oliveira chấn thương ở cuộc đua Sprint race nên không tham gia cuộc đua chính.[5]

## Bảng xếp hạng tổng sau chặng đua
|  | Stt | Tay đua           | Điểm |
|  | --- | ----------------- | ---- |
|  | 1   | Francesco Bagnaia | 437  |
|  | 2   | Jorge Martín      | 416  |
|  | 3   | Marco Bezzecchi   | 326  |
|  | 4   | Brad Binder       | 268  |
|  | 5   | Johann Zarco      | 204  |

|  | Stt | Xưởng đua | Điểm |
|  | --- | --------- | ---- |
|  | 1   | Ducati    | 663  |
|  | 2   | KTM       | 348  |
|  | 3   | Aprilia   | 309  |
|  | 4   | Yamaha    | 187  |
|  | 5   | Honda     | 174  |

|  | Stt | Đội đua                     | Điểm |
|  | --- | --------------------------- | ---- |
|  | 1   | Prima Pramac Racing         | 620  |
|  | 2   | Ducati Lenovo Team          | 531  |
|  | 3   | Mooney VR46 Racing Team     | 520  |
|  | 4   | Red Bull KTM Factory Racing | 431  |
|  | 5   | Aprilia Racing              | 390  |